# Cervino (comune)
Cervino (Cervìnë in campano) è un comune italiano di 4 708 abitanti della provincia di Caserta in Campania.

## Geografia fisica
È compreso tra alcuni monti della catena tifatina e fa parte dell'Appennino campano.
L’altitudine minima è di 60 m s.l.m., mentre la massima di 495 m s.l.m. in località Verdoni.

## Storia
Si ritiene fondato da alcuni taglialegna provenienti dalla frazione di Talanica in Santa Maria a Vico. Il suo nome deriva da un antico culto alla dea greco-romana Artemide-Diana (e alla presenza di rovine di un tempio della stessa), dea della caccia e delle selve, il cui animale preferito pare fosse il cervo; da qui il nome "Cervino".
La terra, su cui doveva sorgere Cervino, faceva parte di un'altra più vasta, in cui si perdeva come un punto in un grande spazio: Suessola.
Città antichissima degli Osci, posta tra i confini della Campania Felice, che estendeva il suo dominio dai Monti di Arienzo al Carmiano e dai Monti Tifata al Melfiti.
Si poteva dividere in due zone: la zona bassa e piana, da Cancello al Melfiti; la zona alta e montagnosa, dai Monti d'Arienzo al Carmiano.
Distrutta dai Saraceni senza speranza di risorgimento, la zona piana, per la vicinanza che facilitava la cura delle anime, fu annessa alla diocesi di Acerra; la zona alta fu annessa alla diocesi di Sant'Agata de' Goti. 
Il territorio, che un giorno avrebbe preso il nome di Cevino, per la detta ragione della vicinanza, fu attribuito alla diocesi di Caserta.
Verso l'occidente, ai confini del territorio di Cervino con Maddaloni, il Tifata, piegando e diramandosi verso la via Appia con il nome di Montedecoro, forma quel l'angolo ristretto e morto, che si chiama Carmiano.
Il territorio è ricco di castagni, aranci, ciliegi ed altri alberi da frutto. 
Cervino sorse tra il 970 ed il 1113. Difatti, nel 970 l'arcivescovo di Benevento, Landulfo, circoscrivendo la diocesi di Sant'Agata dei Goti al Vescovo Madelfrido, diceva: «Indegne progreditur in strata quae dicitur a Benevento in Capua, ab acque itaque stata rursum protenditur in monte Magdaluni». 
Si descrive, in tal modo, il confine che, risalendo dalla via Appia, volta indietro (rursùs) appunto a quel monte (Cariano), che era sul confine della stessa. 
Salta subito all'occhio (ictu oculi) il fatto che l'arcivescovo, parlando del Carmiano, non fa il nome di Cervino, ma ricorre ad una perifrasi (protenditur in Monte Magdaluni). 
La risposta è dovuta al fatto che nel 970 Cervino, come paese, non esisteva e non poteva portarne il nome. 
Nel 1113, Senne, Arcivescovo di Capua e delegato apostolico, descrivendo la diocesi di Caserta al vescovo Rainulfo, enumera le 25 chiese, poste nel territorio di Maddaloni.
Secondo una tradizione, un piccolo numero di carbonari di Talanico si allontanò dalla propria sede in cerca di pane e di lavoro. Dopo la distruzione di Suessola, erano riparati in Arienzo, dove la terra, ristretta nei suoi confini, non bastava a nutrirli.
Allora, carbonai di mestiere, trovarono una forte attrattiva nella valle di Cervino selvatica e boscosa, la quale forniva abbondanza di materiale per il loro lavoro. Un po' alla volta, vi si fermarono e, fatto lo spazio con il taglio delle selve, cominciarono a spiegarvi le loro tende, a costruire le loro capanne, ad innalzare le prime timide costruzioni, a piantarvi le loro case.
Il nome venne fuori come un prodotto spontaneo dell'ambiente locale. 
Vi contribuirono i più disparati elementi: l'asperità delle selve popolate da animali; i monti circostanti con la durezza delle pietre; l'aria pregna di idee e sentimenti cristiani, sotto un cielo grigio scurato da ricordi pagani. 
Più volte erano state avanzate pressanti istanze alle Autorità Superiori, con esito sempre negativo, per l'opposizione del comune di Durazzano, che, con l'autonomia di Cervino, perdeva una parte della sua importanza. 
Finalmente nel 1807 veniva firmato il decreto di costituzione di Cervino in comune autonomo, distaccandosi definitivamente da Durazzano. 
La data viene rilevata da un inciso della relazione del parroco Nuzzomauro circa la sua gestione e che dice testualmente: «Questa Parrocchia dal 1807 in qua epoca in cui sì ottenne la divisione di questo Comune da quello di Durazzano».
Il municipio di Cervino, fino al 1959, non ebbe mai una fissa dimora nel paese, trasferendosi cronologicamente in sei edifici privati.
Nell'Archivio di Stato di Caserta si conservano note di richieste inoltrate all'Intendente della provincia di Terra di Lavoro per l'istituzione del nuovo Comune, sia da parte degli abitanti di Cervino, staccandosi ovviamente ed in tal modo da Durazzano, e sia dagli abitanti di Forchia e le due frazioni, che all'epoca contavano assieme circa 1 600 residenti.
Si comprese che due piccoli comuni, Cervino e Forchia, avrebbero avuto vita misera e grama e così si decisero di unirsi e costituire un sol Comune con il nome di Cervino «Concordia parvae res crescunt».
Simboli
Lo stemma è costituito da uno scudo con un cervo.

## Monumenti e luoghi d'interesse
A Cervino anticamente c'erano tre chiese: una dedicata a San Marciano, l'altra dedicata a Santa Maria del Carmine e l'ultima dedicata a Santa Maria degli Angeli. Di queste tre costruzioni è rimasta in piedi solo quella della Madonna del Carmine, abbandonata per un certo periodo di tempo, ma poi restaurata. Intorno al 1500 fu costruita la chiesa di Santa Maria delle Grazie, al cui culto fu in seguito aggiunto quello di San Vincenzo Ferreri, mentre in contrada Vittoria vi è un'ulteriore chiesa, annessa alla Diocesi di Caserta, dedicata a Sant'Anna.

## Società

### Evoluzione demografica
Abitanti censiti

## Infrastrutture e trasporti

### Strade
Il territorio comunale è interessato dalla strada statale 7 Via Appia.

### Ferrovie
Fino al 1970, il comune era servito dalla fermata ferroviaria di Cervino-Durazzano, sulla linea Benevento-Cancello.

## Amministrazione
| Periodo | Periodo   | Primo cittadino      | Partito      | Carica  | Note |
| ------- | --------- | -------------------- | ------------ | ------- | ---- |
| 2021    | in carica | Giuseppe Vinciguerra | Lista civica | Sindaco |      |